# 쿠아푸 프로젝트
쿠아푸 프로젝트(Kuafu project, 중국어 간체자: 夸父计划, 정체자: 夸父計劃, 병음: Kuāfù Jìhuà)는 3개의 위성으로 구성된 우주 기상예보 시스템을 구축하기 위한 중국의 우주 프로젝트로 당초 2012년까지 완료될 예정이었다. 2012년 6월 솔라 윈드 XIII 콘퍼런스에서 발사 예정일은 2017년이었다. 그러나 캐나다가 먼저, ESA가 먼저 철수하면서 프로젝트가 연기되었다. 2022년 10월 9일에 발사되었다.
이 프로젝트의 이름은 태양을 쫓다가 죽은 중국 신화의 거인 과보(夸父)의 이름을 따서 명명되었다.
이들 위성 중 하나는 태양-지구 라그랑주 지점 L1에 배치되고, 나머지 두 개는 극궤도에 배치된다.
최초의 극궤도 위성인 첨단 우주 기반 태양 관측기(ASO-S, 비공식적으로 쿠아푸 1호(夸父一号)라고도 함)는 2022년 10월 8일에 발사되었다. "쿠아푸"라는 이름 덕에 프로젝트가 다시 시작될 수 있게 됐다.